# Pethia phutunio
Pethia phutunio е вид лъчеперка от семейство Шаранови (Cyprinidae).

## Разпространение
Видът е разпространен в Азия. Среща се в Пакистан, Индия, Бангладеш и Мианмар.